# Dallam
A dallam vagy melódia (gör. μελῳδία, melōidía, „énekel, kántál”) zenei hangok sorozata, amit a hallgató egyetlen egységként érzékel. A szó szoros értelmében a dallam a hangmagasság és a ritmus kombinációja, míg képletesen a kifejezés magába foglalhat más zenei elemeket, mint például a hangszínt. Úgy lehet tekinteni, mint az előteret, szemben a kísérettel a háttérben.
A dallam gyakran több zenei frázisból és motívumból áll, és általában ismétlődik az egész dalban, különböző formákban. Jellemzői a dallamos mozgás, a hangmagasság, illetve a hangok között eltelt időközök (elsősorban összekapcsolt vagy elválasztott), hangmagasság-tartomány, feszültség és feloldás, folytonosság és koherencia, ritmus és alak.

## Elemei
Tekintettel a dallam sok és változatos elemére és stílusára, „sok létező magyarázat egy adott stilisztikai modellre szorítkozik, és ezek is exkluzívak”. Paul Narveson azt állította 1984-ben, hogy a dallamos témák több mint háromnegyedét még nem tárták fel teljesen.
A korábbi századokban írt legtöbb európai zenében és a 20. század populáris zenéjében jelen vannak a dallam rögzített és könnyen észrevehető frekvenciamintái, a visszatérő események (gyakran időszakos és minden szerkezeti szinten), az ismételt időtartamok és az időtartamminták.
A 20. században komponált dallamok nagyobb hangterjedelmet használnak, mint a korábbi történelmi időszakok nyugati zenéje. Mialatt a diatonikus skálát még használják, a kromatikus skála széles körben lett alkalmazva. Kliewer szerint minden dallam alapvető eleme az időtartam, a hangmagasság, a hangszín, a textúra és a hangerő. Egy dallam különböző hangszínnel és dinamikával játszva is felismerhető.

## Példák

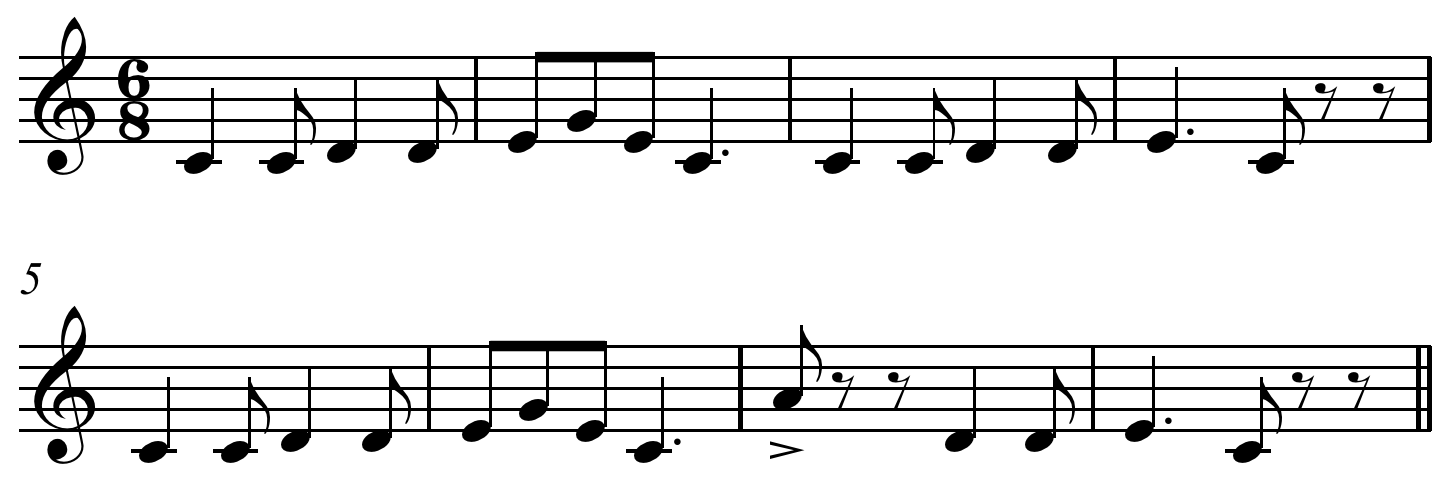
Középkori angol melódia: „Pop Goes the Weasel”

Különböző zenei stílusok különbözőképpen használják a dallamot. Például:
- A dzsesszben használják a „témát”, a fő dallamot, ami kiinduló pontja az improvizációnak.
- A rockzenében, könnyűzenében általában két dallamot használnak (verze és refrén).
- A klasszikus indiai zene főleg a dallamra és a ritmusra támaszkodik, nem a harmóniára. Akkordváltást nem használ.
- A balinéz gamelán zenére a dallam variációinak az egyszerre játszása a jellemző, az úgynevezett heterofónia.
- A nyugati zenében először bevezetik az eredeti dallamot, s majd csak azután variálják azt. A klasszikus zenének több dallamos rétege van, a polifónia, mint például a fugákban, ami egyféle ellenpont. A dallamok gyakran épülnek motívumokra vagy dallamtöredékekre, mint Beethoven Sors szimfóniája. Wagner népszerűsítette a vezérmotívum („leitmotif”) fogalmát, aminek értelmében egy-egy dallamötlet, motívum a mű bizonyos szereplőihez vagy helyszíneihez kapcsolódik.
- Míg a könnyűzenében és a klasszikus zenében a hangmagasság és az időtartam elsődleges fontosságú, ezek jelentősége a 20. és 21. századi kortárs zenében csökkent, és a minőség egyre lényegesebb lett, gyakran elsődleges.
- A modern tánczene egyik alfaja, a hardstyle a kifinomult „tuplet” dallamairól ismert, melyek szerkezetileg a klasszikus zenét idézik.

## Fordítás
- Ez a szócikk részben vagy egészben  a   Melody című angol Wikipédia-szócikk fordításán alapul.  Az eredeti cikk szerkesztőit annak laptörténete sorolja fel. Ez a jelzés csupán a megfogalmazás eredetét és a szerzői jogokat jelzi, nem szolgál a cikkben szereplő információk forrásmegjelöléseként.